# 422 av. J.-C.
Cette page concerne l'année 422 av. J.-C. du calendrier julien proleptique.

## Événements
- Février : Les Guêpes, comédie d'Aristophane, est présentée aux Lénéennes d'Athènes, où elle obtient le deuxième prix[1].

- Février-mars : Brasidas échoue dans une tentative sur Potidée[2].
- Mars-avril : expiration de la trêve d'un an entre Athènes et Sparte. Cléon, chef du parti favorable à la guerre, est élu stratège à Athènes. Il est envoyé sur le littoral de la Thrace avec trente galères, douze cents hoplites et trois cents cavaliers[2].

- Automne : défaite athénienne à la bataille d'Amphipolis. Cléon et Brasidas meurent au cours de la bataille[2].

- 11 novembre : à Rome, entrée en fonction de tribuns militaires à pouvoir consulaire : Lucius Manlius Capitolinus, Quintus Antonius Merenda et Lucius Papirius Mugillanus[3].
- En Sicile, la ville de Léontinoi est occupée militairement par Syracuse qui chasse les oligarques de la ville[2].

- Les Suppliantes, tragédie d'Euripide[4].

## Décès en -422
- Archidamos II, ancien roi de Sparte.
- Cléon
- Brasidas